# 春黄菊
春黄菊（学名：Cota tinctoria），是菊科春黄菊属的植物，原生長於地中海區及西亞。

## 参考文献

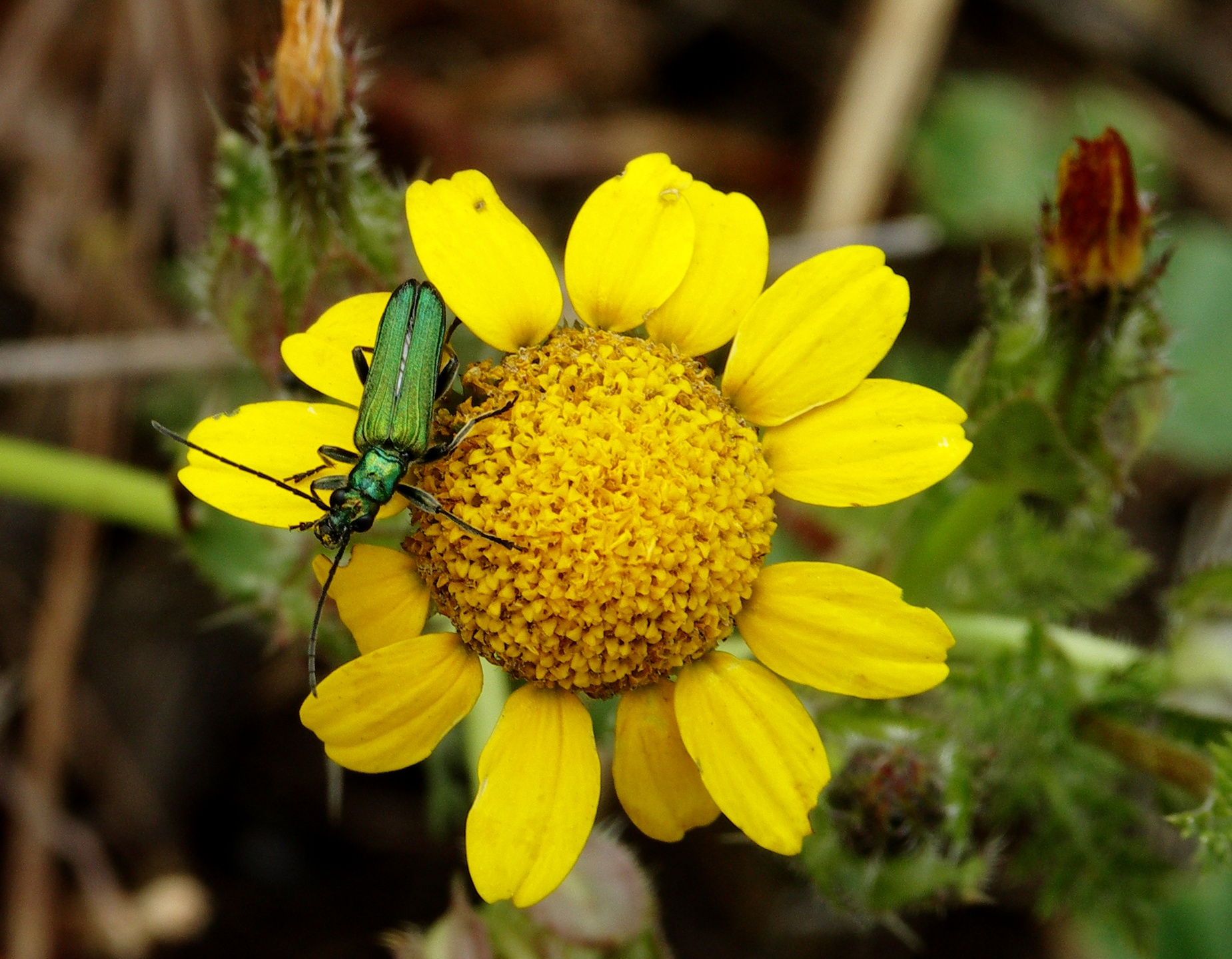
春黄菊与甲虫（Oedemera lurida）